# Mistrzostwa Polski Par Klubowych na Żużlu 2007
Mistrzostwa Polski Par Klubowych na Żużlu (MPPK) – coroczny cykl turniejów żużlowych mających wyłonić najlepszą parę klubową w Polsce. Para składa się z dwóch zawodników oraz jednego rezerwowego.
Do rozgrywek w sezonie 2007 zgłosiło się 20 par klubowych. 19 drużyn będzie walczyć w trzech półfinałach (w dwóch wystartowało 6 par, w jednym 7 par). Z każdego półfinału awans do finału uzyskają dwie najlepsze pary. Zapewnione miejsce w finale ma Włókniarz Częstochowa, która jest organizatorem finału. W myśl tradycji organizatorem finału MPPK jest drużynowy wicemistrz Polski z poprzedniego sezonu.
Zawody odbywają się według tabeli biegowej w zależności od ilości par (6 lub 7).
Tytułu najlepszej pary w Polsce broniła drużyna Złomrex Włókniarz Częstochowa.

## Finał
Finał mistrzostw odbył się 3 sierpnia 2007 na stadionie miejskim w Częstochowie. W finale wystąpiły oprócz organizatora (Złomrex Włókniarza Częstochowa) po dwa zespoły z każdego półfinału.
| Miejsce | Kluby                         | Suma  | Zawodnicy                                             | Punkty                                           |
| ------- | ----------------------------- | ----- | ----------------------------------------------------- | ------------------------------------------------ |
| złoto   | Unia Tarnów                   | 24    | Tomasz Gollob Rune Holta Janusz Kołodziej             | 18 (3,3,3,3,3,3) 6 (2,2,1,1,0,–) 0 (–,–,–,–,–,0) |
| srebro  | Atlas Wrocław                 | 20 +3 | Tomasz Gapiński Tomasz Jędrzejak Krzysztof Słaboń     | 13 +3 (2,2,1,2,3,3) 7 (1,3,3,0,0,0) ns           |
| brąz    | Unia Leszno                   | 20 +2 | Krzysztof Kasprzak Damian Baliński Adam Kajoch        | 12 +2 (1,0,3,3,2,3) 8 (3,1,1,2,1,0) ns           |
| 4       | Unibax Toruń                  | 18    | Adrian Miedziński Robert Kościecha Alan Marcinkowski  | 9 (1,0,2,2,2,2) 9 (2,1,1,3,1,1) ns               |
| 5       | Złomrex Włókniarz Częstochowa | 16    | Sebastian Ułamek Sławomir Drabik Mateusz Szczepaniak  | 0 (0,0,0,–,–,–) 15 (2,3,2,2,3,3) 1 (–,–,–,0,1,0) |
| 6       | ZKŻ Kronopol Zielona Góra     | 14    | Piotr Świderski Zbigniew Suchecki                     | 6 (0,0,2,0,2,2) 8 (3,2,0,1,1,1)                  |
| 7       | Lotos Gdańsk                  | 14    | Tomasz Chrzanowski Krzysztof Jabłoński Grzegorz Knapp | 10 (1,1,3,1,2,2) 4 (0,3,0,0,–,1) 0 (–,–,–,–,0,–) |